# Iglesia de Nuestra Señora del Pilar (Burgos)
La iglesia parroquial de Nuestra Señora del Pilar es un templo católico levantado en el siglo XX en Burgos (Castilla y León, España). 
Está situada frente a la Plaza Virgen del Pilar, en el barrio del Pilar (también conocido como “de la SESA”).
La Sociedad Española de Seda Artificial, “SESA” (antigua Alday y Compañía) se estableció como tal en Burgos en 1942, llegando a construir para sus trabajadores viviendas, una escuela, un economato, un dispensario y una iglesia. Durante ese período, el templo, dependiente de la parroquia de San Antonio Abad, estuvo dedicada al Patriarca San José.
Es una iglesia de un sencillo estilo neobizantino, con vidrieras de los Maumejean, orfebrería realizada por Maese Calvo e imágenes de Joaquín Lucarini.
Una vez cerrada la fábrica, la actual parroquia fue erigida en 2002, siendo el último templo que encuentran los peregrinos del Camino de Santiago a su paso por la ciudad de Burgos.